# Žitovlice
Žitovlice är en ort i Tjeckien.   Den ligger i regionen Mellersta Böhmen, i den centrala delen av landet, 60 km öster om huvudstaden Prag. Žitovlice ligger 209 meter över havet och antalet invånare är 138.
Terrängen runt Žitovlice är platt. Runt Žitovlice är det ganska glesbefolkat, med 47 invånare per kvadratkilometer. Närmaste större samhälle är Nymburk, 13,8 km sydväst om Žitovlice. Trakten runt Žitovlice består till största delen av jordbruksmark.